# Hoh Nuur
Le Hoh Nuur est un lac du nord-est de la Mongolie situé dans la province de Dornod, à une quarantaine de kilomètres de la frontière avec la Russie. Il constitue le point le plus bas du pays, avec une altitude de 560 mètres.